# 一身専属
一身専属（いっしんせんぞく）とは、民法で用いられる法律用語。権利又は義務が特定人に専属し他の者に移転しない性質をいう。このような性質を有する権利を一身専属権、義務を一身専属義務という。
前者は、慰謝料請求権のような行使上の一身専属権と、扶養請求権（b:民法第881条）のような帰属上の一身専属権とに分けられる。
他の者に移転しない性質を持つことから、一身専属権は譲渡や相続の対象にならず、差押えすることもできない。